# سکس تا چه حد سرگرم‌کننده است؟
سکس تا چه حد سرگرم‌کننده است؟ (به انگلیسی: How Funny Can Sex Be?) با نام اصلیِ دیوانهٔ سکس (به ایتالیایی: Sessomatto) یک فیلم آنتولوژی فیلم اروتیک و کمدیِ ایتالیایی به کارگردانی دینو ریسی است که در سال ۱۹۷۳ منتشر شد. موضوع تمام بخش‌های جداگانهٔ فیلم، سکس و انحرافات جنسی است. این فیلم با موفقیت تجاری روبرو شد.

## گزیدهٔ بازیگران
- جانکارلو جانینی
- لائورا آنتونلی
- پائولا بوربونی
- آلبرتو لیونلو
- دوئیلیو دل پره‌ته
- کارلا مانچینی
- آدریانا فاکتی